# Елагин, Иван Перфильевич
Ива́н Перфи́льевич Ела́гин (30 ноября [11 декабря] 1725, Санкт-Петербург — 22 сентября [3 октября] 1794, Санкт-Петербург) — русский государственный деятель, историк, поэт, философ. Обер-гофмейстер Екатерины II. Великий мастер Провинциальной великой ложи в Санкт-Петербурге.
С 1770 по 1793 год — Сенатор Российской империи. С 1766 по 1779 год — Директор Императорских театров.

## Биография
В 1743 году выпущен из сухопутного кадетского корпуса, с чином прапорщика. Есть указание, что он служил в начале секретарём лейб-кампании и, имея мало дела, занялся изучением французского и немецкого языков и разных наук. К пятидесятым годам должны быть отнесены главные стихотворные опыты Елагина, весьма скабрёзного характера, ходившие по рукам в многочисленных списках. Напечатана из его стихотворений сатира «На петиметра и кокеток» в «Библ. Зап.», 1859 г.(№ 15).
Когда в 1758 году был арестован канцлер граф Бестужев-Рюмин, заподозренный в заговоре в пользу великой княгини Екатерины Алексеевны, Елагин, как сторонник будущей императрицы и доверенное лицо Понятовского (впоследствии короля польского), был тоже замешан в дело и сослан в Казанскую губернию.
С воцарением Екатерины II, Елагин немедленно был возвращён из ссылки и, несмотря на недоброжелательство к нему Орловых, щедро награждён за преданность: он состоял в кабинете «при собственных Её Величества делах у принятия челобитен», членом дворцовой канцелярии и комиссии о вине и соли, потом директором по спектаклям и музыкой придворной, ещё позже — сенатором и обер-гофмейстером, чем и завершается его служебная деятельность. Человек умный и просвещённый, о котором императрица говорит, «что он хорош без пристрастия», Елагин делается также приближённым малолетнего наследника престола и, вместе с Сумароковым, его постоянным гостем.
Наиболее яркой плодотворной стороной его деятельности является управление театрами, был назначен высочайшим указом директором Императорских театров России (1766—1779). В это время учреждён русский публичный театр (1774), основано, по плану помощника его Бибикова, театральное училище (1779), командирован за границу набирать французскую труппу актёр Дмитревский, заложен Большой театр в Коломне; хозяйственная часть театра приведена в блестящее состояние, несмотря на необыкновенную роскошь постановки. Отставку Елагина до сих пор объясняли анекдотическими подробностями, почерпнутыми Бантыш-Каменским из голословного свидетельства князя Голицына; вновь открытые сведения дают ей другое освещение (см. ст. барона Дризена: «И. П. Елагин» в «Русской Старине», 1893 г., октябрь).
И
В 1777 году Елагин стал владельцем острова в Петербурге, ставшего известным как Елагин остров.
Как и Храповицкий, Елагин, по-видимому, был сотрудником Екатерины по некоторым её литературным произведениям, слагал иногда стихи для её комедий и проч. Ему принадлежит перевод 1 и 4 глав Мармонтелева «Велизария», переводившегося Екатериной и её приближёнными во время плавания по Волге в 1767 году. Есть указание, что Елагин когда-то перевёл все комедии Детуша (по мнению Лонгинова, это едва ли верно); ему же приписывается неизданный перевод французской комедии «Jean de France», игранной в 1765 году, и много других переводов (см. перевод Михаила Лонгинова, в «Русской Старине», 1870 г., т. II). Елагин считается одним из родоначальников первобытного славянофильства; он писал иногда почти по-славянски. Фонвизин, с 1763 по 1769 годы служивший при нём секретарём, в начале подражал Елагину, употребляя много славянских слов и «каданзированную прозу». Резче всего «славянское» направление Елагина сказалось в начатом на склоне лет (1790) «Опыте повествования о России», доведённом до 1389 года. Научные приёмы «Опыта» (вышла 1 часть, М., 1803) крайне наивны и не выдерживают самой снисходительной критики. Елагин был членом Российской академии с самого её основания и лейпцигского учёного общества.
О некоторых чертах его характера говорят Бантыш-Каменский («Словарь достопамятных русских людей», 1847), С. П. Жихарев («Отечественные Записки», 1856, № 9), П. П. Пекарский («Материалы для истории литературной и журнальной деятельности Екатерины II») и С. А. Порошин («Записки»). Ср. также Лонгинова, «Н. И. Новиков и мартинисты», и его же ст. в «XVIII в.» Ю. Н. Бартенева, т. II.

## В масонстве России
В 1772 году Елагин стал провинциальным великим мастером и реорганизовал существовавшие к тому времени в России ложи в единую систему. Кроме самого Елагина в возглавляемую им провинциальную великую ложу в Санкт-Петербурге входили такие известные в то время масоны, как граф Р. Л. Воронцов (наместный мастер), генерал-майор А. Л. Щербачёв, князь И. В. Несвицкий и другие. Под управлением елагинской великой ложи в первой половине 70-х годов XVIII века работало 14 лож:
1. Ложа «Муз» (мастер И. П. Елагин),
2. Ложа «Урании» (мастер В. И. Лукин),
3. Ложа «Беллоны» (И. В. Несвицкий),
4. Ложа «Астреи» (Я. Ф. Дубянский),
5. Ложа «Марса» (Яссы, мастер П. И. Мелиссино),
6. Ложа «Минервы» (барон Гартенберг),
7. Ложа «Скромности» (Санкт-Петербург),
8. Ложа «Клио» (Москва),
9. Ложа «Талии» (Москва-Полоцк),
10. Ложа «Равенства» (Москва-Петербург),
11. Ложа «Екатерины» (Архангельск),
12. Ложа «Трёх подпор» (Архангельск),
13. Ложа «Эрато» (Петербург),
14. и ложа под управлением Р. И. Воронцова во Владимире.

Общая численность членов елагинских лож составляла около 400 масонов.

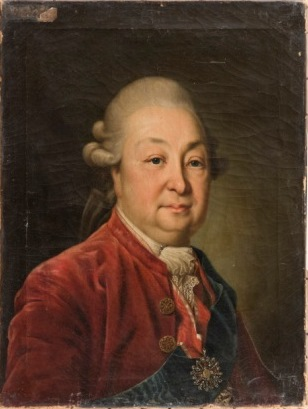
Портрет И. П. Елагина

Елагин развил активную деятельность как в распространении франкмасонства, так и в его благоустройстве. Вследствие этого система, господствовавшая в ложах от него зависимых, называется «Елагинской»; она была сначала скопирована с английской, а потом к ней примешались влияния других систем, примешалось даже влияние розенкрейцерства, против которого возмущался и сам Елагин.
Благодаря исследованиям академиков Пыпина и Пекарского известны многие подробности работы, осуществлявшейся в елагинской системе лож, и её отличия от других систем. Академиком Пекарским были найдены подлинные ритуалы, переведённые Елагиным с актов ложи «Аполлона». Особенность их, сравнительно со старинными английскими, которые можно найти в книгах «Иоакин и Боаз, или подлинный ключ к двери франкмасонства старого и нового», 1762 год, и «Три сильных удара, или дверь древнейшего франкмасонства, открытая для всех людей», заключается в так называемом «пути», или «мытарствах» новопоступающего во время приёма: допускаются устрашающие эффекты в виде брата в «окровавленной срачице», устремлённых против него шпаг, «смешения крови… с кровию братиев наших». Ещё больше эффектов показано в церемонии возведения брата в степень мастера-масона, хотя всё же эти «прикрасы» проще, чем о том говорится в донесении Олсуфьева о масонах при императрице Елизавете Петровне. Эти «прикрасы», однако, скоро распространились и в Англии, так что здесь ещё нет отличия елагинской системы от староанглийской. Елагин стремился удержать три первоначальных степени — «ученика, товарища и мастера», и если он и принял впоследствии четыре высших, рыцарских степени, то они не играли большой роли, а были просто почётные. Сам Елагин в § 12 своих «Бесед» относится отрицательно к увеличению числа степеней: Не уповайте новых орденских степеней, ниже суетных украшений.
В книге «Обряд принятия в мастера свободные каменщики» помещены установленные Елагиным правила для подготовления новичка к принятию в ложу; эти правила, в связи с «Уставом, или правилом свободных каменщиков», а также с «Беседами» Елагина, в общих чертах определяют отдельные пункты его системы со стороны содержания.
Первая цель ордена согласно Елагину: Сохранение и предание потомству некоторого важного таинства от самых древнейших веков и даже от первого человека до нас дошедшего, от которого таинства может быть судьба целого человеческого рода зависит, доколе Бог благоволит ко благу человечества открыть оное всему миру.
Сохранение и передача этой тайны встречается в древнем английском масонстве, например в «Apologie pour l’ordre de F.-M.» (1742 год). Вскоре эту тайну, которая, по объяснению старых масонов, была «тайной братской любви, помощи и верности», стали эксплуатировать в самых разнообразных формах, «от заговора в пользу Стюартов вплоть до дикой алхимии и нелепого колдовства». Несомненно, что и Елагин понимал эту тайну в мистическом духе: он искал сладкого и драгоценного древа жизни, которого мы с потерянием едема лишены стали.
Согласно исследованиям академика Пыпина, у Елагина был наставник в масонской премудрости — некий Эли, «в знании языка еврейского и каббалы превосходный, в теософии, в физике и химии глубокий». Как пишет далее Пыпин, этот Эли был розенкрейцером; книга его «представляет весьма характерный образчик розенкрейцерского, мнимо глубокого теологического и алхимического вздора». Существует ещё известие на страницах дневника некоего немца-розенкрейцера, найденного академиком Пекарским в бумагах Елагина, что Елагин «хотел выучиться от Калиостро делать золото». Из другого источника мы знаем, что Елагин был близок с Калиостро, и что секретарь его дал Калиостро пощёчину, может быть, за обман насчёт делания золота. Этим, вероятно, объясняется позднейшая ненависть Елагина к делателям «мечтательного золота». Второй основной пункт елагинской системы, наиболее ценный для русского общества — необходимость самопознания и нравственного самоусовершенствования и исправления всего человеческого рода. Елагинская система была чужда политики: об этом говорится в бумагах Елагина, на это указывал Новиков и Рейхель. Вообще, Елагину не удалось построить систему, которую можно было бы выставить в противовес тем «вольтерьянским взглядам», против которых боролось масонство. Серьёзные этические, религиозные, отчасти и социальные вопросы оказались не под силу тогдашней научно-критической мысли.

## Награды
- Орден Святого Александра Невского (1773);
- Орден Белого орла[8];
- Орден Святого Станислава[9].